# 風がとまらない
「風がとまらない」（かぜがとまらない）は、声優の國府田マリ子が出した6枚目のシングルである（8cmシングル）。品番はKIDA-7631。

## 収録曲
1. 風がとまらない
  - 作詞・作曲：種ともこ、編曲：亀田誠治
  - ベストアルバム『My Best Friend』にはTV Versionでの収録であり、フルでは聴けない。しかしアルバム『なんでだってば!?』ではシングルと同じバージョンである。
2. そばにいるから
  - 作詞・作曲：國府田マリ子、編曲：中村修司
3. 風がとまらない（オリジナル・カラオケ）
4. そばにいるから（オリジナル・カラオケ）